# Мочама, Тони
Тони Адам Мочама (родился 9 мая 1975 года) — кенийский поэт, писатель, автор и старший журналист в Standard Media Group Кения. Мочама — трёхкратный лауреат премии Бёрта за литературу для молодых африканцев, а также получатель стипендии Miles Morland Writing

## Образование
Мочама учился в католической начальной школе и в 1993 году окончил Starehe Boys 'Centre, основанный покойным Джеффри Гриффином, который заметил его творческий талант Он изучал юриспруденцию в Университете Найроби с 1997 по 2001 год, прежде чем переключился на творческое письмо и журналистику. Он посещал Летние литературные семинары Университета Герцена, чтобы отточить своё творческое мастерство в период с 2003 по 2006 год.

## Карьера
В начале 2003 года Мочама начал работать в «eXpression Today», газете, выходящей раз в две недели и посвящённой главным образом вопросам свободы прессы. Он также был внештатным корреспондентом газеты The Nation, освещавшим человеческие интересы, а также обзоры театра и книг. В том же году он перешёл в Standard Media Group (SMG), где стал старшим писателем и теперь ведёт четыре еженедельные колонки. Он опубликовал более десяти книг, в том числе «Куртка для Ахмета» (2017) и «2063 — Последняя миля», «Афро-футуристический» (2018).
Мочама — генеральный секретарь PEN (Кения), ассоциации писателей и дочерней компании ПЕН-клуба. В 2016 году он был кенийским делегатом на 82-м Конгрессе PEN в Оренсе, Испания. Он посещал стипендию летней программы в рамках Летних литературных семинаров (SLS) для изучения творческого письма в Университете Герцена, Санкт-Петербург, Россия, на занятиях, проводимых такими творческими писателями, как Джордж Сондерс. В период с 2004 по 2006 год Мочама посетит ещё три семинара по SLS, чтобы усовершенствовать своё мастерство в прозе и поэзии.
Мочама был поэтом-резидентом 2013 года в Университете Ка’Фоскари, Венеция, Италия, и резидентом Фонда Эмили Харви в 2019 году в Венеции, Италия. Он также посетил Канаду, Лондон, Португалию и Германию в рамках различных литературных мероприятий в качестве докладчика, читателя и переводчика.

## Судебный процесс
В 2014 году Мочама был обвинён в сексуальном насилии над азиатско-кенийским поэтом и активисткой-феминисткой Шаильей Патель. Профессор Вамбуи Мванги поднял общественный резонанс, который после обвинения заполонил Твиттер в течение нескольких дней. Позднее Найробийский суд отменил дело, официально представив его как злонамеренное и запоздалое. Затем Мочама подал в суд на Шаилью Патель и профессора Вамбуи Мванги с указанием в качестве ущерба для его репутации суммы в четыре миллиона кенийских шиллингов по гражданскому иску № 399 от 2015 года. 6 августа 2019 года было объявлено, что кенийский суд освободил и присудил Мочаме 9 миллионов шиллингов за диффамацию. Суд также обязал Шаилью Патель и профессора Вамбуи Мванги извиниться перед Мочамой через суд в течение 14 дней.